# August Kessler
Jean Baptiste August Kessler (Batavia, 15 december 1853 – Napels, 14 december 1900) was een Nederlands ondernemer werkzaam in de olie-industrie.

## Levensloop
Kessler was de tweede directeur van de in 1890 opgerichte Koninklijke Nederlandsche Maatschappij tot Exploitatie van Petroleumbronnen in Nederlandsch-Indië (K.N.M.E.P.), die later onderdeel werd van Koninklijke Olie. Hij volgde in 1892 de eerste directeur De Gelder op, nadat hij in Sumatra de olieproductie op gang had gebracht.  Met de steun van de Nederlandse overheid boorde het bedrijf in Nederlands-Indië naar olie. Onder zijn leiding werd dat op Sumatra een succes. Vooral na de vondst van een grote oliebron bij Perlak in 1899 groeide de onderneming. Na Kesslers overlijden in 1900 volgde Henri Deterding hem op.

## Privéleven
Kessler was een zoon van de gezagvoerder Hermanus Johannes Kessler (1820-1895) en Johanna Hermana Maria Op de Laey (1831-1909). Zijn broer Dominicus Antonius Josephus Kessler (1855-1939) was directeur van Petroleum Maatschappij Sumatra. Hij trouwde in 1881 met Margaretha Jacoba Johanna de Lange (1860-1938), dochter van Geldolph Adriaan de Lange (1824-1897), mede-oprichter van de K.N.M.E.P. Zij kregen zes kinderen, onder wie:
- Johanna Hermana Kessler (1882-1968). Zij was getrouwd met prof. dr. Philip Kohnstamm (1875-1951).
- Ir. Geldolph (Dolph) Adriaan Kessler (1884-1945), voetballer en mede-oprichter en president-directeur (1924-1945) van Koninklijke Hoogovens. Trouwde in 1916 Bep Stoop - dochter van Ir. Adriaan Stoop - oprichter Dordtse Petroleum Maatschappij.
- Ir. Jean Baptist August (Guus) Kessler (1888-1972), directeur, president-directeur (1947-1949) en voorzitter Raad van Commissarissen (1949-1961) Koninklijke Petroleum Maatschappij en Royal Dutch Shell. Trouwde in 1911 met Ans Stoop. Nicht van Bep Stoop. Na een echtscheiding huwde hij in 1948 met een Thalia Gerharda (“Lia”) de Kempenaer (1917-2000).
- Hermanus Johannes ("Boelie") Kessler (1896-1971), voetballer en oogarts.

De stichting Kessler-de Lange schonk enkele fotoalbums aan het Rijksprentenkabinet.